# Elegia (género)
Elegia (género) é um género botânico pertencente à família Restionaceae.